# San Francisco de La Paz
San Francisco de La Paz è un comune dell'Honduras facente parte del dipartimento di Olancho.
Originariamente chiamato "San Francisco Zapata", ll comune risultava come entità autonoma già nella divisione amministrativa del 1889.